# 前307年
| 千纪： | 前1千纪 |
| 世纪： | 前5世纪 \| 前4世纪 \| 前3世纪 |
| 年代： | 前330年代 \| 前320年代 \| 前310年代 \| 前300年代 \| 前290年代 \| 前280年代 \| 前270年代                                                                                      |
| 年份： | 前312年 \| 前311年 \| 前310年 \| 前309年 \| 前308年 \| 前307年 \| 前306年 \| 前305年 \| 前304年 \| 前303年 \| 前302年                                                        |
| 纪年： | 周赧王八年 魯平公十六年 齊宣王十三年 趙武靈王十九年 魏襄王十二年 韓襄王五年 秦武王四年 楚懷王二十二年 宋康王二十二年 衛嗣君二十八年 燕昭王七年 越王無彊三十六年 中山王𧊒三年 |

## 大事記
- 秦甘茂進攻韓國宜陽克之，韓相公仲侈請平於秦。
- 宜陽之戰後，秦武王派樗里疾率領百輛戰車先到達周都王城，秦武王與力士舉鼎，絕脈而薨，弟弟秦昭襄王嬴稷繼位。
- 趙武靈王發動趙滅中山之戰，初戰失利。
- 安提柯派遣兒子德米特裡取下雅典、趕走了卡山德派駐的總督德米特裡並宣稱雅典重獲自由。

## 逝世
- 秦武王，秦國君主（前329年出生）。